# Joaquim (cantor)
Joaquim, nome artístico de Vitório Nochi (Indiana, 6 de dezembro de 1947), é um cantor brasileiro de música sertaneja. É integrante da dupla Joaquim & Manuel desde 1976. Ele também teve contribuição na composição de algumas das músicas da dupla como Casa Noturna e Pelos Caminhos da Vida. As músicas que fizeram a popularidade da dupla aumentar nos Anos 80 não foram de autoria nem de Joaquim e nem de Manuel. Boate Azul e Som de Cristal foram compostas por Benedito Seviero com Aparecido Tómas de Oliveira, A música Boate Azul fez com que a dupla ganhasse um Disco de ouro. Juntamente com Manuel, ele formou uma carreira que levou os dois para programas de TV de emissoras como o SBT. Joaquim cantou com vários cantores durante a trajetória da dupla. Foram cinco intérpretes de Manuel ao longo da trajetória que perdura até hoje. 

## Origem
Vitório Nochi nasceu no munícipio de Indiana em São Paulo numa família de agricultores, onde cresceu e foi aprendendo à lidar com esse tipo de trabalho, a vida de Nochi estava destinada à ser assim até ele decidir cantar com Roberto Paschoa em 1976. 

## Carreira musical
No ano de 1976, Vitório estava em uma padaria de Portugueses e ao ver esses mesmos donos atendendo os clientes, descobriu que os dois se chamavam Joaquim e Manuel, com isso, ele pensou seriamente em formar uma dupla sertaneja com qualquer um que seja, Nochi adotou o nome de Joaquim e estava esperando encontrar o seu parceiro musical, que conheceu poucos dias depois, Roberto Paschoa adotou o nome de Manuel, assim nasceu a dupla sertaneja que perdura até os dias atuais.
Após formar a dupla, Os dois cantores foram procurar inspiração para o estilo deles e ao conversarem com o humorista Murilo de Amorim Corrêa, surgiu a inspiração para a Satirização dos portugueses. A dupla conseguiu contrato e lançaram o primeiro LP no ano de 1977 batizado com o nome da dupla.
Em 1983, após alguns LPs lançados, o Manuel, Roberto Paschoa, faleceu aos 37 anos de idade após complicações de uma Cirrose. Joaquim após a morte de seu primeiro colega, decidiu pensar em alterar o estilo da dupla de sátira para o sertanejo, por isso estar sendo um grande sucesso na época. 
Nochi fez parceira com Otávio Côrrea, foi com ele que alcançou o sucesso em todo o Brasil após o LP Pelos Caminhos da Vida ser lançado em 1985, Com mais de 500 mil vendas, Joaquim & Manuel foram certificados com o Disco de Ouro, a fama gerada fez a dupla ir à vários programas de televisão e rádio. Ambos também ganharam o nome de A Dupla de Boate Azul fazendo referência a música mais tocada do disco Boate Azul. Em 1987, outro LP célebre foi lançado ¨Chantecler¨ fez muito sucesso no Brasil e em Portugal, o país europeu recebeu a dupla que se apresentou em diversas cidades e isso, fez com a notoriedade fosse premiada com um Disco de platina em 1993 pela Rádio Festival do Porto. 
Em 1997, Joaquim ficou sozinho na dupla novamente, após Otávio Côrrea ter saído por problemas pessoais. Ele então encontrou um novo parceiro chamado Edvaldo Santos, com quem permaneceu cantando até ele vir à falecer em 2017, Vitório formou nova dupla com outro cantor chamado Evaldo Gouveia, a dupla nova permanece unida até hoje. 

## Vida pessoal
Segundo declarações familiares e próprias, Nochi viveu uma vida de estabilidade financeira mesmo com dois grandes sucessos. Apesar de não ter enriquecido, ele não deixou de cantar, função que faz até a atualidade. 
Tentou candidatura à Deputado Estadual em 2018, a candidatura foi indeferida pelo Tribunal Superior Eleitoral.
Vitório declarou em um programa de televisão em 2019 que estava endividado, e que estava esquecido pela grande mídia. Foi declarado inclusive que ele teria sofrido um ataque cardíaco no mesmo ano e que esteve internado 10 dias em uma UTI. 